# Jurkova Voľa
Jurkova Voľa es un municipio del distrito de Svidník en la región de Prešov, Eslovaquia, con una población estimada a final del año 2024 de 77 habitantes.
Se encuentra ubicado en el centro-norte de la región, cerca del río Ondava (cuenca hidrográfica del río Tisza) y de la frontera con  Polonia.

## Demografía
| Año        | 1994 | 2004     | 2014  | 2024    |
| ---------- | ---- | -------- | ----- | ------- |
| Población  | 88   | 75       | 84    | 77      |
| Diferencia |      | −14,77 % | +12 % | −8,33 % |

| Año        | 2023 | 2024    |
| ---------- | ---- | ------- |
| Población  | 79   | 77      |
| Diferencia |      | −2,53 % |